# تپه و گورستان توان
تپه و قبرستان توان مربوط به دوره ساسانیان است و در شهرستان پِیرانشهر، بخش لاجان، دهستان لاهیجان غربی، روستای توان واقع شده و این اثر در تاریخ ۲۵ آبان ۱۳۸۷ با شمارهٔ ثبت ۲۳۵۱۵ به‌عنوان یکی از آثار ملی ایران به ثبت رسیده است.